# Музей Эннигальди-Нанны
Музей Эннигальди-Нанны — самый ранний известный публичный музей. Он датируется примерно 530 годом до н. э.. Куратором учреждения была Эннигальди, дочь Набонида, последнего царя Нововавилонской империи. Музей был расположен в Уре, в современной мухафазе Ди-Кар в Ираке, на расстоянии примерно 150 метров (490 футов) к юго-востоку от знаменитого зиккурата в Уре.

## Открытие
Музей был обнаружен в 1925 году, когда археолог Леонард Вулли раскопал части дворца и храмового комплекса в Уре. Он обнаружил десятки артефактов, аккуратно разложенных рядом, их возраст варьировался в пределах столетий (например, 1400, 1700 и 2050 годами до н. э.). Он определил, что это музейные экспонаты, поскольку они сопровождались «музейными этикетками» — глиняными барабанами с надписями на трёх разных языках, включая шумерский. Эти таблички, в свою очередь — старейший музейный каталог.

## История
Дворцовая территория, на которой располагался музей, находилась в старинном здании Э-Гиг-Пар, включавшем жилые помещения для Эннигальди и вспомогательные здания.
Отец Эннигальди Набонид, антиквар и реставратор древностей, известен как первый серьёзный археолог. Он научил дочь ценить древние артефакты и повлиял на её решение создать свой образовательный музей древностей.
Артефакты были найдены в южных районах Месопотамии. Многие из них были первоначально раскопаны Набонидом и датируются ещё XX веком до н. э. Некоторые артефакты были собраны ранее Навуходоносором. Некоторые из экспонатов предположительно были раскопаны самой Эннигальди.
Эннигальди хранила артефакты в храме рядом с дворцом, где она жила. Она использовала музейные экспонаты для объяснения истории региона и интерпретации материальных аспектов наследия своей династии.
Вот некоторые из этих артефактов:
- кудурру, касситский пограничный знак (с вырезанными на нём змеёй и эмблемами различных богов)[3],
- фрагменты диоритовой статуи, посвящённые царём Шульги богине Нинсун[8][3],
- глиняный конус, который был частью здания в Ларсе[3],
- глиняные фигурки собак[8],
- глиняная табличка с копией очень древних надписей вместе с другой надписью, объясняющей, что самые ранние из них были найдены и скопированы «на диво наблюдателей»[8].